# Rainer Funke
Rainer Funke (* 18. November 1940 in Berlin) ist ein deutscher Politiker (FDP) und ordentliches Mitglied der G 10-Kommission. Von 1991 bis 1998 war er Parlamentarischer Staatssekretär beim Bundesminister der Justiz und von 2006 bis 2016 im Nationalen Normenkontrollrat.

## Leben und Beruf
Nach dem Abitur 1960 am Andreanum in Hildesheim absolvierte Funke ein Studium der Rechtswissenschaft in Frankfurt am Main und Hamburg, das er 1965 mit dem ersten und 1969 mit dem zweiten juristischen Staatsexamen beendete. Seitdem ist er als Rechtsanwalt zugelassen. Er war Syndikus des Bankhauses M. M. Warburg & CO und Geschäftsführer von dessen Immobilientochter „Hamburgische Immobilien Handlung“ (HIH).
Rainer Funke ist verheiratet und hat zwei erwachsene Söhne. Am 14. Dezember 2005 wurde er mit dem Bundesverdienstkreuz I. Klasse ausgezeichnet.

## Partei
Seit 1972 ist Funke Mitglied der FDP. 1978 wurde er zum Landesschatzmeister der Hamburger FDP gewählt. Von 1993 bis 1995 war er dort FDP-Landesvorsitzender. Von 1999 bis 2001 war er als Beisitzer Mitglied des FDP-Bundesvorstandes. Von 2001 bis 2005 war er Vorsitzender des FDP-Bezirksverbandes Hamburg-Eimsbüttel.

## Abgeordneter
Funke war von 1974 bis 1980 sowie von 1986 bis 1987 Mitglied der Bezirksversammlung von Hamburg-Eimsbüttel und hier auch Vorsitzender der FDP-Fraktion.
Von 1980 bis 1983 sowie erneut von 1987 bis 2005 war er Mitglied des Deutschen Bundestages. Hier war er seit 2002 Vorsitzender des Arbeitskreises Innen und Recht und Sprecher für Rechtspolitik sowie Post und Telekommunikation der FDP-Bundestagsfraktion. Daneben war er seit 2002 Stellvertretender Vorsitzender des Bundestagsausschusses für Menschenrechte und Humanitäre Hilfe.
Funke ist stets über die Landesliste Hamburg in den Deutschen Bundestag eingezogen. Sein Wahlkreis war Hamburg-Eimsbüttel, wo er als Direktkandidat antrat. Für die Bundestagswahl 2005 wurde er nicht erneut nominiert.
Unterlagen über seine Abgeordnetentätigkeit befinden sich im Archiv des Liberalismus der Friedrich-Naumann-Stiftung für die Freiheit in Gummersbach.

## Öffentliche Ämter
Nach der Bundestagswahl 1990 wurde Funke am 24. Januar 1991 als Parlamentarischer Staatssekretär beim Bundesminister der Justiz in die von Bundeskanzler Helmut Kohl geführte Bundesregierung berufen. Hier war unter den Bundesjustizministern Klaus Kinkel, Sabine Leutheusser-Schnarrenberger und Edzard Schmidt-Jortzig tätig. Wegen des Regierungswechsels nach der Bundestagswahl 1998 schied Funke am 26. Oktober 1998 aus der Bundesregierung aus.
Funke ist seit 2018 ordentliches Mitglied der G 10-Kommission. Zuvor war er bereits von 2009 bis 2013 ordentliches und von 2005 bis 2009 stellvertretendes Mitglied der Kommission.
2006 wurde Funke als Mitglied des Nationalen Normenkontrollrates berufen, welchem er bis 2016 angehörte.
|datum=2016-06-09 

## Ehrenamtliches Engagement
Von 1959 bis 2004 gehörte Funke der Europa-Union an. Nachdem der Hamburger Landesvorsitzende Georg Jarzembowski erklärt hatte, die FDP sei überflüssig, es sei „unverständlich, warum sie in das Europaparlament gewählt wurde“ und man „habe sie in Brüssel nicht vermisst“, verließ Funke diese an sich überparteiliche Organisation, weil er der Meinung war, sie sei in Hamburg immer mehr in das Fahrwasser der CDU geraten.
Seit Gründung – im Jahre 1989 – eines nationalen Plan-Büros in Deutschland des Kinderhilfswerks Plan International ist Rainer Funke dessen ehrenamtlicher Schatzmeister und im Vorstand der Organisation tätig.
Seit Februar 2011 ist Funke Vorstandsvorsitzender des Forum Kollau – Verein für die Geschichte von Lokstedt, Niendorf und Schnelsen.
Funke ist Mitglied im Kuratorium der Hilfsorganisation CARE Deutschland.